# Pierre Grany
Simon Grany, connu sous le nom de Pierre, (né le 23 janvier 1899 à Royères en Haute-Vienne et mort le 21 novembre 1988 à Limoges), est un athlète français spécialiste du lancer du javelot. Il remporte les championnats de France de sa discipline en 1920 en améliorant le record de France de la discipline. La même année, il participe aux Jeux olympiques se déroulant à Anvers. 

## Biographie
Pierre Grany naît le 23 janvier 1899. Il est le fils de Léonard Grany, agriculteur au village de Royères, et d'Anne Renom. En 1918, à l'âge de 19 ans, il est incorporé au 138e régiment d'infanterie et prend part aux derniers combats de la Première Guerre mondiale. En 1920, il intègre brièvement le corps des Pompiers de Paris. 

## Carrière sportive
Alors sous les drapeaux de l'armée, Pierre Grany participe aux demi-finales des critériums nationaux militaires de 1918, se déroulant à Royan. Il se classe alors 3e d'une course de 100 mètres à la baïonnette. 
En 1920, début juillet, il est sacré champion de Paris du lancer du javelot avec une performance de 42,45 m. Ce résultat lui permet d'intégrer la pré-sélection olympique. Deux semaines plus tard, il est sacré champion de France du lancer du javelot avec une performance de 47,52 m ou 47,68 m selon les sources,. Cette marque lui permet de battre le record de France de la discipline. Ce record sera battu deux semaines plus tard par Arthur Picard, avec 49,58 m. Il part pour Anvers avec l'équipe de France olympique. Quelques jours avant le concours de qualification, il est impliqué dans une bagarre avec des athlètes américains après que ces derniers aient tenté de blesser le futur champion olympique Jonni Myyrä, rapporte Pierre Lewden. Grany participe au concours de qualifications du lancer du javelot à l'issue duquel il termine 14e avec 47,90 m, son record personnel. 
De retour en France, Pierre Grany participe, fin août 1920, à Colombes à une rencontre opposant la France aux États-Unis et à la Suède. Engagé sur le lancer du javelot et le lancer du poids, il décroche deux 6e places en lançant respectivement, 47,45 m et 10,64 m. Il disparaît des pistes après cette compétition.  

## Palmarès
| Date | Compétition            | Lieu  | Résultat | Épreuve           | Marque  |
| ---- | ---------------------- | ----- | -------- | ----------------- | ------- |
| 1920 | Championnats de France | Paris | 1er      | Lancer du javelot | 47,68 m |

| Date | Compétition                       | Lieu     | Résultat | Épreuve           | Temps   |
| ---- | --------------------------------- | -------- | -------- | ----------------- | ------- |
| 1920 | Jeux olympiques                   | Anvers   | 14e      | Lancer du javelot | 47,90 m |
| 1920 | Match France - Etats-Unis - Suède | Colombes | 6e       | Lancer du javelot | 47,45 m |
| 1920 | Match France - Etats-Unis - Suède | Colombes | 6e       | Lancer du poids   | 10,64 m |

## Records
| Épreuve           | Marque  | Lieu   | Date         |
| ----------------- | ------- | ------ | ------------ |
| Lancer du javelot | 47,90 m | Anvers | 15 août 1920 |